# Dieulouard
Dieulouard è un comune francese di 4 625 abitanti situato nel dipartimento della Meurthe e Mosella nella regione del Grand Est.

## Società

### Evoluzione demografica
Abitanti censiti